# Le Chef d'orchestre (film, 2012)
Pour les articles homonymes, voir Chef d'orchestre (homonymie).
Pour plus de détails, voir Fiche technique et Distribution.
Le Chef d'orchestre (Дирижёр, Dirijior) est un film russe réalisé par Pavel Lounguine, sorti en 2012.

## Fiche technique
- Titre original : Дирижёр, Dirijior
- Titre français : Le Chef d'orchestre[1]
- Réalisation : Pavel Lounguine
- Scénario : Pavel Lounguine et Valeri Petcheikine (ru)
- Photographie : Alexandr Simonov
- Pays d'origine : Russie
- Format : Couleurs - 35 mm
- Genre : drame
- Durée : 86 minutes
- Date de sortie : 2012

## Distribution
- Vladas Bagdonas (lt) : Vyacheslav Petrov
- Inga Strelkova-Oboldina (en) : Alla
- Karen Badalov (ru) : Nikodimov
- Sergueï Koltakov (ru) : Nadezhkin
- Sergueï Barkovski (ru) : Pouchenkov, manger d'orchestre
- Daria Moroz : Olga
- Arseni Spasibo : Senya, fils d'Olga
- Vsevolod Spasibo : Seva, fils d'Olga
- Ania Bukstein : Anna
- Lucy Dubinchik (de) : Dina
- Anna Tchipovskaïa : Daria
- Aleksandr Stroev (ru) : passager de classe affaires